# 박두성
박두성(朴斗星, 1888년 4월 26일 (음력 3월 16일)~1963년 8월 25일)은 일제강점기의 한글 점자(點字)를 창안한 대한민국의 교육자로, 본명은 박두현(朴斗鉉)이다.
본관은 무안, 자는 두성(斗星), 호는 송암(松庵)이며, 경기도 교동부 동면 상방리 월정(현 인천광역시 강화군 교동면 상용리 달우물마을) 출신이다. 일제 강점기에 박두성은 시각장애인을 가르치는 교사로 활동했다. 박두성은 최초의 한국 점자 '훈맹정음'을 만들었다. 점자는 시각장애인이 손가락으로 더듬어 읽는 문자다. 슬하에 3남(박순봉, 박순대, 박희복) 2녀(박정희, 박명희)를 두었다.

## 경력

### 교육
1906년 한성사범학교를 졸업하였으며 같은 해 어의동 보통학교 교사가 되었다. 그 후 1913년부터 1935년까지 제생원 맹아부 교사를 지냈으며 1936년부터 1940년까지 인천 영화학교 교장을 지냈다.

### 점자 문서
박두성은 그 자신이 말했듯이 점자로 옮겨 쓴 문서가 있어야 한다고 생각했다. 1913년에는 한국 최초의 점자 교과서를 일본어 점자로 옮겨서 출판했으며 1920년에는 한글 점자 연구에 착수, 1926년에 훈맹정음(訓盲正音)을 창안, 반포했다. 그 후 1931년 성서 점역에 착수하였으며 1941년에 신약성서 점역을, 1957년에 성서 전체(구약성서·신약성서) 점역을 완성했다.

### 시상
박두성 본인은 자신이 훌륭한 사람이 아니라고 여겼지만, 사회에서는 시각장애인들을 위한 교육에 기여한 그를 존경했다. 1962년에 국민포장을 수여받았으며 그가 사망한 이후 1992년 10월에 대한민국 정부로부터 은관문화훈장을 추서받았다.